# EAM Nuvolari S1

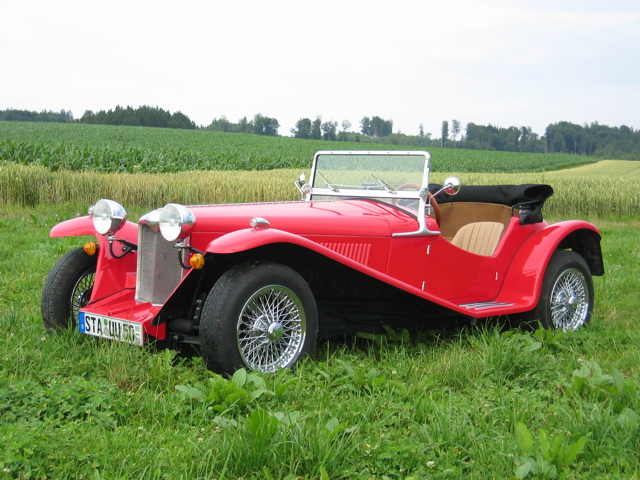
Nuvolari S1 von Edelsbrunner Automobile München

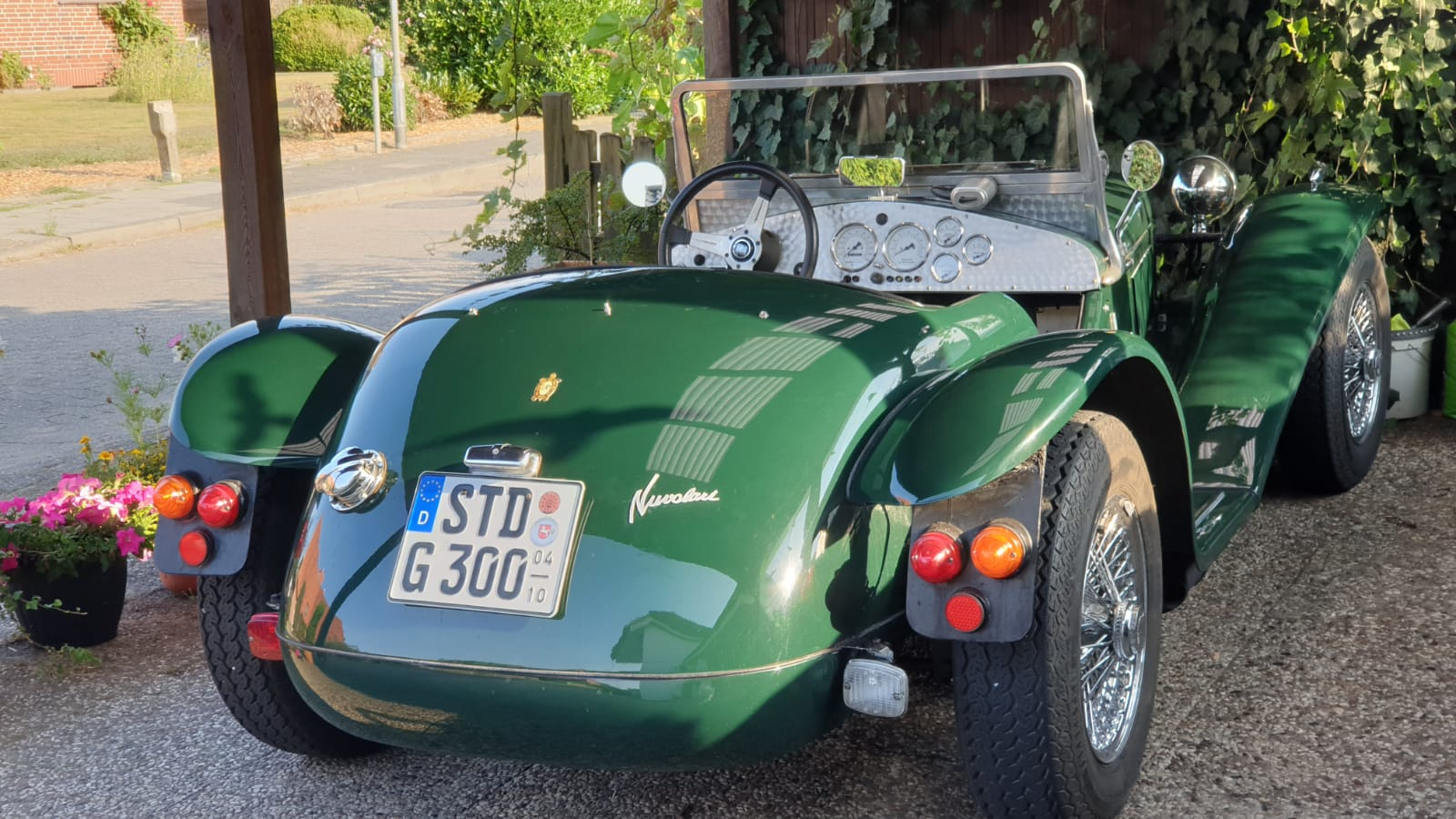
Nuvolari S1 von Edelsbrunner Automobile München

Der EAM Nuvolari S1 ist ein Kleinserienfahrzeug, das Anfang der 1990er Jahre in Handarbeit von dem bayerischen Unternehmen Edelsbrunner Automobile München hergestellt wurde; der Modellname soll an den italienischen Motorrad- und Automobilrennfahrer Tazio Nuvolari erinnern.

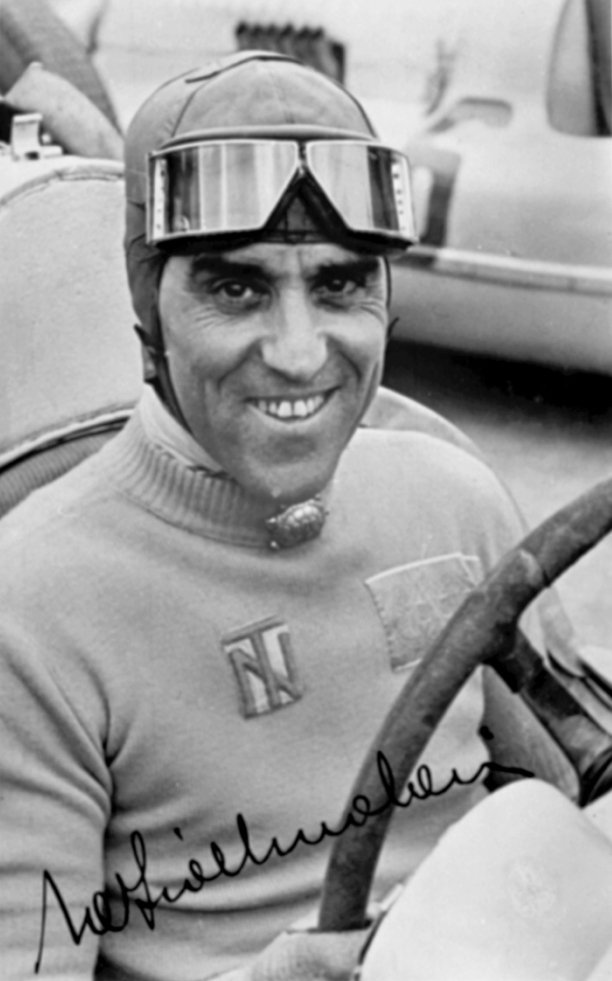
Tazio Nuvolari

## Motorisierung
Folgende Motorvarianten des Herstellers Ford wurden angeboten: 
| Hubraum | Bohrung/Hub | Leistung | Drehmoment       | 0 auf 100 km/h | Höchstgeschw. | Verbrauch (komb.) |
| ------- | ----------- | -------- | ---------------- | -------------- | ------------- | ----------------- |
| 1597    | 76 / 88     | 90 PS    | 134 bei 3000/min | 8,5 sek        | 165 km/h      | 6,9 Liter         |
| 1796    | 81 / 88     | 105 PS   | 153 bei 4000/min | 7,5 sek        | 170 km/h      | 7,4 Liter         |
| 1796    | 81 / 88     | 130 PS   | 157 bei 4500/min | 6,9 sek        | 185 km/h      | 7,6 Liter         |
| 1988    | 85 / 88     | 136 PS   | 180 bei 4000/min | 6,5 sek        | 190 km/h      | 7,8 Liter         |

## Ausstattung
Die Ausstattung des EAM Nuvolari S1 ist sehr detailreich, wie zum Beispiel: Speichenräder, klappbare Windschutzscheibe, Ledersitze, Mahagoni-Lenkrad oder Leder-Lenkrad, reichhaltige Instrumentierung in Edelholz usw. Auch Zubehör war zahlreich erhältlich:
Tonneauverdeck, Reserverad, Seitenverdeck, Steckscheiben, Flügelscheiben, Chromspeichenräder, Gepäckträger usw.
Der Grundpreis lag je nach Motorisierung zwischen 60.000 und 68.000 DM, es wurden nur 20 bis 30 Stück produziert. In Deutschland sollen nur noch drei Fahrzeuge für den Straßenverkehr zugelassen sein.

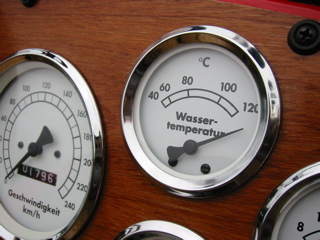
Armaturen
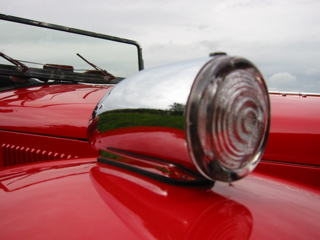
Blinker
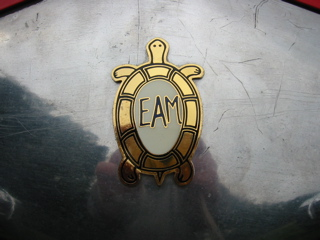
Emblem
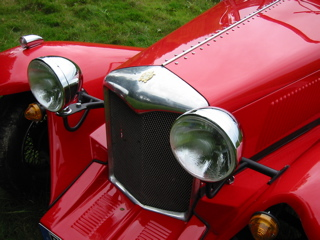
Front
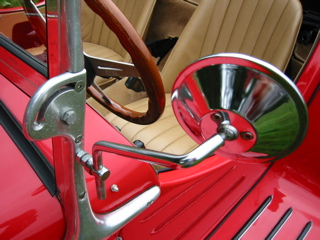
Spiegel
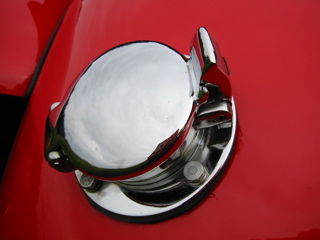
Tank
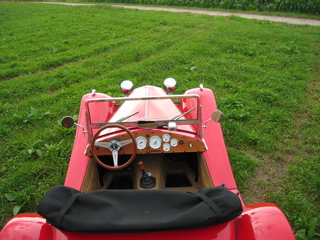
Innenraum
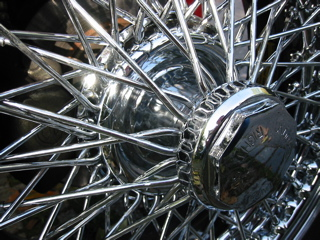
Chromspeiche

## Media

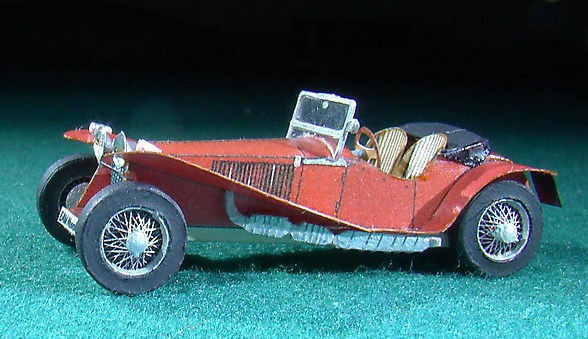
Nuvolari aus Papier gemacht